# Frans Vermeerssen
Frans Vermeerssen (Dordrecht, december 1954) is een Nederlandse jazz-saxofonist (tenorsaxofoon), bandleider, componist en arrangeur.
Vermeerssen speelt saxofoon sinds 1972. In 1978 verhuisde hij naar Groningen waar hij klassieke saxofoon studeerde aan het conservatorium en in allerlei bands speelde, waaronder die van Gerard Ammerlaan. Tevens begon hij hier een eigen groep, All Ears, waarin onder meer Michiel Braam heeft gespeeld. Met deze groep nam Vermeerssen verschillende albums op. Na zijn tijd in Groningen studeerde hij aan het Sweelinck Conservatorium in Amsterdam, onder meer bij Paul Stocker. In Amsterdam was hij ook actief als componist en muzikaal leider bij theatergroep Werk in Uitvoering. Hij speelde in Amsterdamse groepen, zoals Astronotes en de saxofoongroep The Six Winds en was jarenlang actief in Michel Braam's Bik Bent Braam.Verder speelde hij jarenlang in de 14-mans Contraband van Willem van Manen t/m 2004.  In 2006 werd hij lid van het Willem Breuker Kollektief. Momenteel speelt hij met zijn groep Talking Cows (met onder meer coleider Robert Jan Vermeulen), waarmee hij enkele albums opnam. Daarnaast is hij als leider en arrangeur betrokken bij het Fries Project Orkest en Bigband Friesland.
Sinds 1995 is hij docent aan het conservatorium in Arnhem (improvisatie en later ook saxofoon). 

## Discografie
All Ears:
- All Ears, Swingmaster, 1987
- Foamy Wife Hum/Line, BBB, 2004

Frans Vermeerssen Quintet:
- One for Rahsaan, 2001

Talking Cows:
- Bovinity, Morvin Records
- Dairy Tales, Morvin Records
- Almost Human, Morvin Records, 2012

Frans Vermeerssen Trio:
- The Trail, 2023